# Euryglossa politifrons
Euryglossa politifrons är en biart som beskrevs av Cockerell 1922. Euryglossa politifrons ingår i släktet Euryglossa och familjen korttungebin. Inga underarter finns listade i Catalogue of Life.